# چشنده غذا

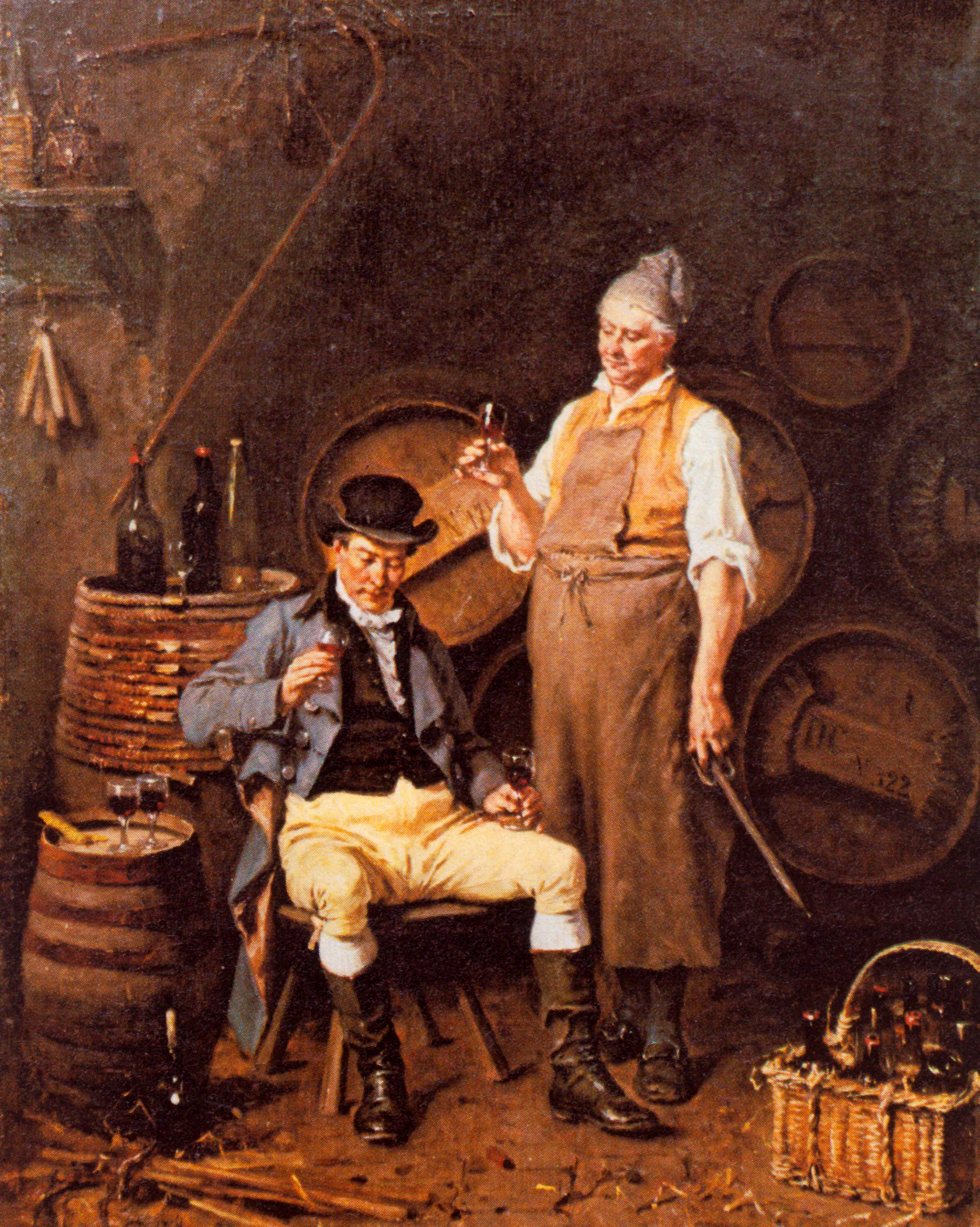

چشنده غذا (انگلیسی: Food taster)، یک مزه کننده غذا شخصی است که خوراک را که برای شخص دیگری تهیه شده است می‌خورد تا مطمئن شود که خوردن آن بی خطر است. کسی که نوشیدنی را به این ترتیب آزمایش کند، به عنوان پیاله‌دار شناخته می‌شود. شخصی که قرار است غذا برای او سرو شود معمولاً یک شخص مهم است، مانند یک پادشاه (فرمانروای مطلق) یا کسی که در معرض تهدید ترور یا آسیب است.